# Calvi dell'Umbria
Calvi dell'Umbria là một đô thị ở tỉnh Terni trong vùng Umbria của Ý, có cự ly khoảng 80 km về phía nam của Perugia và khoảng 20 km về phía tây nam của Terni. Tại thời điểm ngày 31 tháng 12 năm 2004, đô thị này có dân số 1.860 người và diện tích là 45,8 km².
Calvi dell'Umbria giáp các đô thị: Configni, Gallese, Magliano Sabina, Montebuono, Narni, Otricoli, Stroncone, Torri in Sabina, Vacone.